# Infanterie-Division Woldenberg
Die Infanterie-Division Woldenberg war eine deutsche Infanterie-Division des Heeres im Zweiten Weltkrieg.

## Divisionsgeschichte
Die Division wurde am 20. Januar 1945 bei Woldenberg in Pommern zur Besetzung der Pommernstellung aufgestellt. Hierzu wurden in der Nähe verfügbare Einheiten aus Ausbildungseinrichtungen der Wehrmacht (Heeresflakschule Greifswald) und Reste anderer Einheiten schnell zusammengezogen. Es wird bezweifelt, dass der Verband annähernd Divisionsstärke erreichte. Bereits Ende Januar musste sich die Division Richtung Landsberg zurückziehen.
Die ungenügende Truppenstärke geht auch aus Aufzeichnungen des Kommandeurs Kegler hervor. Dieser hatte es entgegen einem Befehl Himmlers abgelehnt, mit dieser Truppenzusammensetzung eines „bedauernswerten Haufen uniformierter Menschen“ die Stadt Landsberg als Festung zu verteidigen. Stattdessen führte er den Verband in Richtung Küstrin. Aufgrund dieser Befehlsverweigerung wurde er zum Tode verurteilt.
Die Einheit wurde bereits Anfang 1945 im Raum Woldenberg durch die Rote Armee zerschlagen und die verbleibenden Männern anderen Einheiten im Pommern zugewiesen.

## Kommandeur
- Generalmajor Gerhard Kegler, ehemaliger Kommandeur der 48. Infanterie-Division